# Joseph Nelson Rose
Joseph Nelson Rose (Contea di Union, 11 gennaio 1862 – 4 maggio 1928) è stato un botanico statunitense.
Suo padre prese parte alla guerra civile e fu ucciso quando Joseph era ancora un bambino.  Successivamente si laureò all'università di Liberty.
Si impegnò nella botanica e in particolare nelle studio delle cactacee, e con Nathaniel Lord Britton pubblicò parecchi articoli sulle Crassulaceae.